# Daniel van Heil

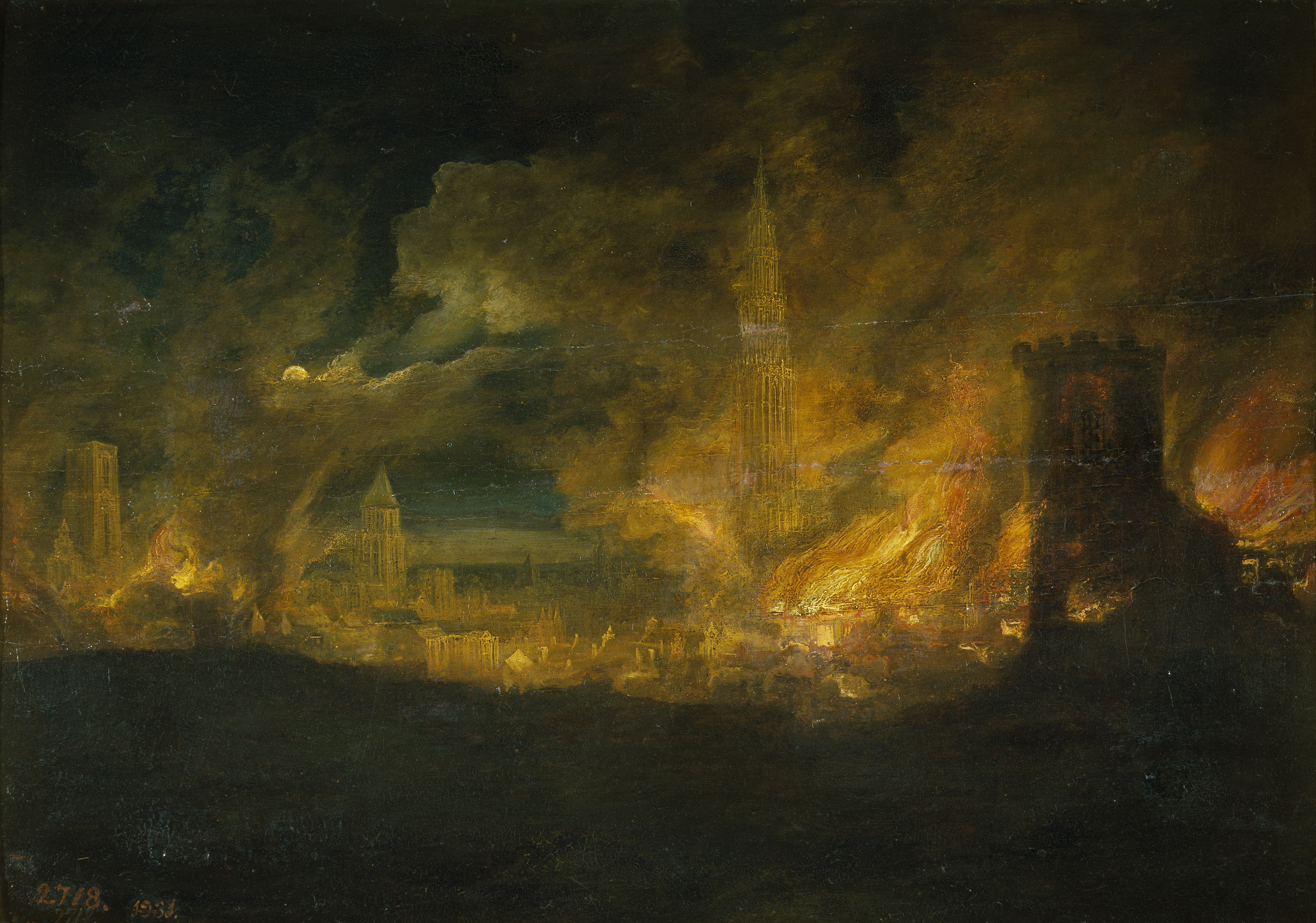
Ciutat incendiada, oli sobre taula, 54 x 78 cm, Museu del Prado

Daniel van Heil (Brussel·les, 1604 – cap a 1664), va ser un pintor barroc flamenc actiu a Brussel·les entre 1627 i 1664. Segons Arnold Houbraken hauria tingut altres dos germans pintors, Jan Baptist (cap a 1604-1685), segons el biògraf holandès el millor d'ells, però del que gens es conserva, i Leo (1605-1664), pintor de flors i insectes. Va ser pare del també pintor Theodoor van Heil (cap a 1645-1691), continuador de l'estil patern.
Va ser pintor de paisatges hivernals i de ciutats en flames, a vegades amb petites figures component escenes entre les quals es repeteixen amb alguna freqüència la destrucció de Sodoma, amb la fugida de Lot i la seva família, i l'incendi de Troia, amb Enees i Anquises. Tot i que amb cert retard, les seves imaginades perspectives arquitectòniques, en les quals alguna vegada poden aparèixer edificis recognoscibles de Brussel·les, semblen continuadores dels paisatges de Jan Brueghel el Vell, amb el seu detallisme i minuciositat.